# Eisenbahnunfall von Yangzhuang
Der Eisenbahnunfall von Yangzhuang war ein Auffahrunfall  am 16. Dezember 1978 im Bahnhof Yangzhuang (chinesisch 杨庄站, Pinyin Yángzhuāng zhàn) in Lankao, Kaifeng, Henan in der China. Dabei starben 106 Menschen.

## Ausgangssituation
Der Schnellzug Nr. 87 war in der Nacht vom 15. auf den 16. Dezember 1978 von Nanjing nach Xining unterwegs und sehr stark besetzt. Der Zug war mit etwa 65 km/h unterwegs.
Im Bahnhof Yangzhuang stand der Personenzug Nr. 368 von Xi’an nach Xuzhou.

## Unfall
Die Lokomotivführer des Schnellzugs 87 waren übermüdet, unaufmerksam oder vielleicht sogar eingeschlafen. Jedenfalls nahmen sie das Einfahrsignal zu spät wahr und bremsten verspätet. Mit noch etwa 40 km/h überfuhren sie das „Halt“ zeigende Signal. Sie bremsten stark und betätigten noch das Warnsignal, was aber nichts nutzte, denn sie fuhren auf den im Bahnhof stehenden Zug Nr. 368 auf. Der Unfall ereignete sich um 3.12 Uhr. Dabei wurden mehrere Wagen zertrümmert und auch der Oberbau erheblich beschädigt.

## Folgen
106 Menschen starben, 218 wurden darüber hinaus verletzt, 47 von ihnen schwer. Die Strecke wurde über neun Stunden gesperrt.